# ФК Спортклуб Парчевич 45 (Пловдив)
„Спортклуб Парчевич 45“ (СП`45) е футболен отбор от Пловдив, създаден през 1945 г. след обединение на пловдивските клубове Спортклуб (Пловдив) и СК „Парчевич“.
През 1946 г. отборът приема името „Славия“, а през 1949 г. в „Локомотив“ (Пловдив).

## Успехи
- 3 място в Републиканското първенство през 1945 г.